# Wu Ding
König Wǔ Dīng (chinesisch 武丁) (* ? v. Chr.; † 1266 v. Chr.) herrschte als der 21. oder 22. der Shang-Dynastie über China. Seine Regierungszeit liegt etwa zwischen 1250 und 1192 v. Chr. oder nach der traditionellen Chronologie zwischen 1324 und 1266 v. Chr. Wu Ding ist die früheste Figur in den Geschichten der chinesischen Dynastien, die durch zeitgenössische Aufzeichnungen bestätigt wurde. Die von späteren Historikern zusammengestellten Annalen der Shang-Dynastie galten lange Zeit als Legenden, bis 1899 in den Ruinen seiner Hauptstadt Yin (in der Nähe des heutigen Anyang) Orakelknochen aus seiner Regierungszeit ausgegraben wurden. Unter seiner Herrschaft war die Shang-Dynastie am stärksten.

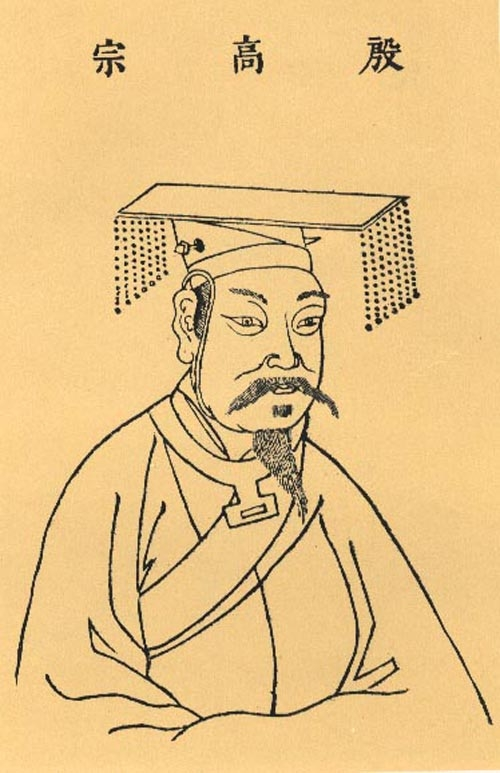
Porträt von König Wu Ding von Shang aus dem Sancai Tuhui (三才圖會)

Die Regierungszeit von Wu Ding gilt als eine der blühendsten Epochen der frühen antiken chinesischen Zivilisation. Sie erstreckte sich vom mittleren 13. Jahrhundert v. Chr. bis zum frühen 12. Jahrhundert v. Chr. und war Zeuge der Entstehung der frühesten chinesischen Schrift sowie technologischer Entwicklungen. Die alte chinesische Kultur blühte auf und hinterließ durch ihre religiösen und künstlerischen Aspekte ein wichtiges Erbe. Die spirituellen Überzeugungen und die gesellschaftliche Struktur aus seiner Zeit wurden an die Zhou-Dynastie weitergegeben, die sie später übernahm und zu einzigartigen Merkmalen der klassischen chinesischen Gesellschaft weiterentwickelte. Es war auch die Zeit, in der das Shang-Königreich sein Territorium erheblich ausweitete und eine der glorreichsten Zeiten im zweiten Jahrtausend v. Chr. erlebte. Durch Erfolge in Kriegen mit benachbarten Stämmen und die Annektierung abhängiger Häuptlingstümer dehnten die Shang ihr Einflussgebiet über ihr Kernland hinaus aus und verstärkten ihren Einfluss auf einst entfernte Stammesvölker. Wu Ding und seine zwei regierenden Söhne erhielten die Macht der Dynastie aufrecht, bevor sie kurz darauf unterging, und wurden als einer der vorbildlichsten Monarchen der antiken chinesischen Zivilisation verehrt.
Der Zeitrahmen, der Wu Dings Herrschaftszeit definiert, ist von entscheidender Bedeutung für die Erforschung der chinesischen Geschichte. Seine Regierungszeit ist in Bezug auf historische Belege (größere Anzahl an Artefakten, Bauwerken und zeitgenössischen schriftlichen Aufzeichnungen) deutlich bemerkenswerter als die vorherigen Shang-Könige. Infolgedessen markieren moderne Studien über die Shang-Dynastie seine Periode als den Beginn der späten Shang, und die Ära selbst repräsentiert die erste Phase. Die mit seiner Regierungszeit verbundene Zeit wird häufig von Historikern genutzt, um die Zeitleiste für die Shang-Dynastie zu konstruieren. Seine Familiengräber zusammen mit ihren Besitztümern wurden an seinem Sitz in Yin gefunden und veranschaulichen die Realität einer Dynastie, die zuvor als legendär angesehen wurde.
In der klassischen chinesischen Historiografie wird Wu Ding oft als verdienstvoller König dargestellt. Wichtige antike Aufzeichnungen über ihn umfassen die 'Aufzeichnungen des Großen Historikers' (Shiji) von Sima Qian, das 'Klassische Buch der Geschichte' und die 'Bambus-Annalen'. Weitere Texte über seine Herrschaft sind kleinere Werke wie die 'Tsinghua-Bambusstreifen'. Die Darstellung von Wu Ding in traditionellen Geschichtsbüchern der Zhou beinhaltet Elemente des 'Himmelsmandats' (und das damit verbundene Konzept des 'Sohn des Himmels'), die erst zwei Jahrhunderte nach Wu Dings Zeit auftauchten. Er wird in verschiedenen Gesprächen als 'Sohn des Himmels' bezeichnet, angesprochen von seinen Verwandten und Ministern. Die Zhou-Romantisierung seines Lebens, obwohl sie Wu Ding fälschlicherweise als von ihrer Ideologie beeinflusst darstellten, hat zur Folge, dass er als Vorbild eines antiken, tugendhaften Herrschers eines Königreichs porträtiert wird. Generell könnten die Beschreibungen von Wu Dings Regierungszeit in klassischen Geschichten in gewisser Weise seine schriftlichen Orakelaufzeichnungen bestätigen, insbesondere die Identität der Minister.

## Datierung von Wu Dings Herrschaft
Die genaue Datierung von Wu Dings Regentschaft ist von großem historischem Interesse, da er der älteste chinesische Herrscher ist, dessen Regierungszeit durch zeitgenössische Beweise bestätigt wird. Seine Epoche ist entscheidend für das Studium der Shang-Dynastie und wird häufig zur zeitlichen Einordnung anderer Shang-Könige herangezogen. Obwohl Wu Ding der erste historisch verifizierte Shang-Herrscher ist, ist bekannt, dass vor ihm bereits viele Generationen der Shang-Dynastie regierten. Verschiedene historische Quellen bieten unterschiedliche Zeitangaben für seine Herrschaft, jedoch ist ein exakter Zeitraum noch nicht abschließend festgelegt worden.
Nach traditioneller Chronologie herrschte Wu Ding von 1324 bis 1266 v. Chr. Allerdings stellte sich heraus, dass diese Daten auf einer fehlerhaften Rückrechnung basieren, verursacht durch ein Missverständnis des Mandatskalenders von König Wen von Zhou. Sima Qian, ein Historiker der Han-Dynastie, notierte in den 'Aufzeichnungen des Großen Historikers', dass Wu Dings Herrschaft im Jahr Dingwei (丁未) begann, was laut dem ganzhi-Kalender entweder 1333 oder 1273 v. Chr. sein könnte. Die 'Guben Zhushu Jinian' (Alte Version der Bambus-Annalen) datieren Wu Dings Regierungszeit auf 1273–1213 v. Chr. Die 'Cambridge History of Ancient China' legt das Ende seiner Herrschaft auf das Jahr 1189 v. Chr. fest, basierend auf Aufzeichnungen über Mondfinsternisse. Der Entwurf des 'Xia-Shang-Zhou Chronology Project' von 2000, gefördert durch die chinesische Regierung, setzt seine Regentschaft auf 1250–1192 v. Chr. an. Radiokarbondatierungen von Inschriften aus 26 Orakelknochen-Divinationen aus seiner Zeit ergeben eine Datierung auf 1254–1197 v. Chr. ±10 Jahre. Es ist anzumerken, dass die Radiokarbonuntersuchungen unkritisch von einer überlieferten Regierungsdauer von 59 Jahren für Wu Ding ausgingen. Diese zugeschriebene Regierungsdauer stammt aus späteren Aufzeichnungen und könnte daher ungenau sein.
Bis ins 20. Jahrhundert n. Chr. hatten Archäologen keine konkreten Beweise für die Existenz der Shang-Dynastie gefunden. Erst ab 1899 n. Chr., mit den Ausgrabungen in den Ruinen von Yin, wurde die historische Realität dieser Epoche verifiziert. Allerdings haben die unterschiedlichen Zeitangaben in den antiken chinesischen Geschichtsquellen dazu geführt, dass exakte Datierungen der Ereignisse während Wu Dings Regentschaft nicht möglich sind. Die Ereignisse dieser Zeit – wie Kriege und religiöse Zeremonien – werden in den Quellentexten anhand der jeweiligen Regierungsjahre Wu Dings dargestellt, wobei diese von seinem ersten bis zu seinem 59. und letzten Regierungsjahr reichen. Viele der dokumentierten Ereignisse ereigneten sich in den späteren Jahren seiner über zwanzigjährigen Herrschaft, andere hingegen zu Beginn. Trotz der variierenden Zeitangaben ist es wahrscheinlich, dass die aufgezeichneten Ereignisse nach den 1250er Jahren v. Chr. stattfanden, einem Zeitpunkt, der in etwa mit Wu Dings Thronbesteigung in den klassischen Schriften übereinstimmt.
Die 'Bambus-Annalen' (竹書紀年) sind der klassische Text, der die detailliertesten Informationen zur Chronologie der Shang-Dynastie liefert. Das Buch weist nicht nur die betreffenden Jahre aus, sondern zeichnet auch Tage und Monate in traditionellen Kalendern auf. Es hat eine komplizierte und undurchsichtige Überlieferungsgeschichte, wurde früh in der westlichen Jin-Dynastie von Grabräubern geplündert, und der Originaltext ging früh verloren. Moderne Historiker, die sich auf die Annalen stützen, sind sich uneinig bei der Festlegung der Shang-Daten. Vor den Shang herrschte die Xia-Dynastie, deren traditionelle Nachfolgeregeln ungewiss sind aufgrund des Fehlens schriftlicher Aufzeichnungen der Dynastie. David Nivison argumentierte, dass jede Herrschaft der Xia-Könige in Beziehung zu ihren Trauerperioden stand und dass Jie von Xias 31-jährige Herrschaftsdauer von Herausgebern der Streitenden Staaten erfunden wurde. Diese Faktoren könnten zu Diskrepanzen zwischen den Daten der Bambus-Annalen und modernen Zeitverifizierungen geführt haben. 1273 wird als erstes Jahr von Wu Ding im Text vorgeschlagen. Unter Verwendung der Regeln und Merkmale von ganzhi mit periodenspezifischen Anpassungen haben Sinologen spezifische Daten für Wu Ding vorgeschlagen, die bedeutend für die Berechnung seines Geburts- und Todesjahres verwendet werden. Ihre Ergebnisse legen nahe, dass das erste Jahr von Wu Ding um 1250 v. Chr. liegt, was mit den Ergebnissen der Radiokarbondatierung übereinstimmt. Alternative Quellen für die Datierung greifen oft auf astronomische Aufzeichnungen der Shang-Dynastie zurück. Die Shang (und Zhou) waren sich zahlreicher außerirdischer Ereignisse bewusst und glaubten, dass diese Vorboten des Todes der Herrscher waren; Texte aus der späten Zeit von Wu Ding enthielten viele Informationen zu diesem Aspekt. Diese Methode ist jedoch in der Regel nur effektiv, um Todesfälle zu bestimmen, da astronomische Phänomene mit bevorstehenden schlechten Ereignissen in Verbindung gebracht wurden.

## Leben und Regierung

### Frühe Jahre
In der Shang-Dynastie wurde die Königsnachfolge durch eine Form des Senioratsprinzips geregelt, wobei die Nachfolge oftmals über verschiedene Abstammungslinien verteilt war. Vor Wu Ding teilte sich die Nachfolge zwischen den Nachkommen von Zu Yi (祖乙) durch seine beiden Söhne Zu Xin (祖辛) und Qiang Jia (沃甲) auf. Spätere Historiker deuteten dies als Schwächung eines fehlerhaft rekonstruierten Systems der Erstgeborenen-Nachfolge. Die unmittelbaren Vorgänger von Wu Ding waren drei seiner Onkel, darunter der berühmte Pan Geng, der die Hauptstadt nach Huanbei verlegte, gefolgt von seinem Vater Xiao Yi. Gemäß den damaligen Gebräuchen hätte Xiao Yi theoretisch auch von einem seiner Cousins zweiten Grades aus einer anderen Königslinie beerbt werden können. Dass Xiao Yi es dennoch schaffte, seinen Sohn auf den Thron zu bringen, trotz der Ansprüche aus einer konkurrierenden Linie, könnte erklären, weshalb Wu Ding erneut eine neue Hauptstadt errichtete – zum zweiten Mal innerhalb einer Generation. Dies könnte auch die Überlieferung begründen, dass er während der Herrschaft seines Vaters aus der Hauptstadt weggeschickt wurde.
Wu Ding, als einziger Sohn von Xiao Yi, wurde zum Thronfolger ernannt. Laut den Bambus-Annalen wurde Wu Ding im sechsten Jahr der Herrschaft seines Vaters beauftragt, am He (河), dem alten Namen des Gelben Flusses, zu residieren. Gan Pan (甘盤), ein hochrangiger Minister am Hof von Xiao Yi, wurde zu Zi Zhaos Lehrer bestimmt. Ein späteres Kapitel im 'Shangshu' beschreibt, dass Wu Ding in dieser frühen Lebensphase eng mit den lokalen Bauern zusammenarbeitete. Diese Erfahrungen unter der ländlichen Bevölkerung ermöglichten es Wu Ding, ein tiefes Verständnis für die täglichen Herausforderungen der einfachen Menschen zu entwickeln, was später seine Herrschaftsweise als König maßgeblich prägte.

### König der Shang-Dynastie
In den Aufzeichnungen des Großen Historikers wurde er von Sima Qian als der zweiundzwanzigste Shang-König aufgeführt, als Nachfolger seines Vaters Xiao Yi (小乙). Die Orakelknochen, die in Yinxu (Ruinen von Yin) ausgegraben wurden, berichten alternativ, dass er der einundzwanzigste Shang-König war. Er wurde im Jahr Dingwei (丁未) mit Gan Pan (甘盤) als seinem Premierminister und Yin (殷) als seiner Hauptstadt inthronisiert.

Obwohl seine Regierungszeit von Kriegen geprägt war, wurde er in der traditionellen chinesischen Geschichtsschreibung dennoch als tugendhafter Monarch dargestellt, der große Sorge für sein Land zeigte. Kapitel XXI des Buches der Urkunden beschreibt, wie er zu Beginn seiner Herrschaft schweigend verharrte, um seine Tugend zu entwickeln. Gemäß dem Text unterließ Wu Ding es, selbst nach dem Ende seiner dreijährigen Trauerzeit über den Tod seines Vaters (während der alle Staatsangelegenheiten von seinen Hofministern diskutiert und verwaltet wurden), zu sprechen:
Der König verbrachte drei Jahre lang die Zeit der Trauer in der Trauerhalle, und selbst nach Ablauf der Trauerzeit sprach er immer noch nicht, um Befehle zu erteilen. Alle Minister ermahnten ihn und erklärten: "Oh! Denjenigen, der als Erster begreift, betrachten wir als klug, und der kluge Mensch dient als Vorbild für andere. Der Sohn des Himmels regiert über die zahlreichen Regionen, und alle Beamten schauen zu ihm auf und verehren ihn. Es sind die Worte des Königs, die die Befehle (für sie) bilden. Wenn er nicht spricht, haben die Minister keine Möglichkeit, ihre Anweisungen zu erhalten." Daraufhin verfasste der König eine Schrift, um sie zu informieren, mit folgendem Inhalt: "Da es meine Aufgabe ist, als Leiter für die vier Himmelsrichtungen (des Reiches) zu dienen, habe ich gefürchtet, dass meine Tugend nicht mit der meiner Vorgänger gleichkommt, und habe deshalb nicht gesprochen.

— Buch der Urkunden IV.8 
(Durch die Verwendung dieser Anekdote haben klassische Historiker seine Tugendhaftigkeit, seine Ehrfurcht vor den Eltern und seinen Wunsch, ein gerechter Herrscher wie seine Vorgänger zu sein, hervorgehoben.)
Gemäß den Bambusannalen verstarb in seinem fünfundzwanzigsten Regierungsjahr sein Sohn Zu Ji (祖己), nachdem er ins Exil geschickt worden war und sich an einem abgelegenen Ort aufhielt.
Er gewann die Loyalität der Nachbarstämme, indem er von jedem Stamm eine Frau heiratete. Seine bevorzugte Gemahlin Fu Hao trat durch eine solche Heirat in den königlichen Haushalt ein und diente als militärischer General und Hohepriesterin. Eine andere von Wu Dings Frauen, Fu Jing, war wahrscheinlich für die Überwachung der landwirtschaftlichen Produktion verantwortlich, da dies das Thema war, über das sie am häufigsten wahrsagte.

#### Teilnahme an religiösen Aktivitäten der Shang-Dynastie
Spätere chinesische Historiker betonten oft seine Teilnahme an Zeremonien durch romantisierte Anekdoten. Gemäß dem Buch der Urkunden führte er im neunundzwanzigsten Jahr seiner Regierungszeit Rituale zu Ehren seines Vorfahren Da Yi (大乙), dem ersten König der Shang-Dynastie namens Tang, im Königstempel durch. Als er einen krähenden Fasan auf einem der zeremoniellen Bronzegeschirre sah, erschrak er und betrachtete es als ein schlechtes Omen. Zu Ji, der seinen Vater während der Rituale begleitete, soll religiöse Modifikationen vorgeschlagen haben. In diesem Zusammenhang entschied sich Zu, das Omen mit seinem Vater zu besprechen, und wurde wie folgt zitiert:
Bei seiner Begutachtung der Menschen auf Erden legt der Himmel sein Hauptaugenmerk auf ihre Rechtschaffenheit und gewährt ihnen daraufhin entweder Langlebigkeit oder das Gegenteil. […] Die Pflicht unserer Majestät ist es, sich sorgsam und ehrfürchtig um das Volk zu kümmern. All eure Vorfahren wurden zu Erben des Königreichs durch die Gunst des Himmels. Bei der Durchführung der Opferriten solltet ihr nicht übermäßig in denjenigen für euren Vater sein.

— Buch der Urkunden, "Day of the Supplementary Sacrifice of Gaozong", übersetzt ins Englische von James Legge
Wu Ding engagierte sich intensiv in der Wahrsagung und im Vollzug von Opferritualen. Als König führte er, unterstützt von seinen Priestern, einen erheblichen Teil der Orakelknochenbefragungen in Yin durch. Insbesondere konzentrierte sich Wu Ding auf die Befragung der Orakelknochen bezüglich seiner Königin, sowohl während ihres Lebens als auch nach ihrem Ableben. Eine bemerkenswerte Inschrift bezog sich auf Fu Haos Schwangerschaft und deutete darauf hin, dass die Empfängnis "ungünstig" sei, weil das Kind ein Mädchen war. Wu Ding erforschte nicht nur ihre Schwangerschaft, sondern auch ihre Gesundheit und ihr Wohlergehen und betete für sie im Jenseits. Es wird angenommen, dass er sie posthum dreimal mit seinen Ahnen verheiratete, da er glaubte, dass diese nach ihrem Tod als ihre Beschützer agieren würden. Darüber hinaus stellte er prophetische Fragen über Menschenopfer und Kriegsführung. Wu Ding zeigte auch eine tiefe Ehrfurcht vor seinen Vorfahren, insbesondere seinem zweiten Onkel Pan Geng. Er richtete regelmäßig Fragen an die verstorbenen Vorfahren zu Themen wie Wetter und Landwirtschaft, in der Überzeugung, dass sie seine Armee in Schlachten indirekt unterstützen könnten. Besonders Pan Geng wurde eine aktive Rolle in der Gesundheit seines Neffen zugeschrieben. Ein Beispiel dafür ist eine von Keightley rekonstruierte Zeremonie, die das Ziel hatte, Wu Dings Zahnprobleme zu verbessern. In diesem Ritual opferte Wu Ding Pan Geng einen Hund und ein Schaf und versuchte ihn somit zu überzeugen, seinen Zahnschmerz zu lindern.

Ochsen-Schulterblatt, das Weissagungen von Zhēng 爭 während der Regierungszeit von König Wu Ding aufzeichnet

Orakelknochen tragen häufig die Namen der Wahrsager. Wu Ding zeichnete sich durch eine außergewöhnlich hohe Anzahl an Wahrsagungen aus; in vielen Texten auf diesen Knochen wird er als der leitende Wahrsager dargestellt. Er interpretierte die Risse auf den Orakelknochen, um künftige Geschehnisse vorherzusehen. Vier besonders bemerkenswerte Beispiele hierfür sind:
- Rissdeutung am Tag Guiwei: Wus Assistenten sagten kein Unglück voraus, aber er prophezeite, dass die nahe Zukunft Unheil bringen würde. Es wird behauptet, dass sechs Tage später ein Verwandter von Wu starb. Dieser Verwandte war möglicherweise Zu Ji, obwohl die Texte seine Identität nicht spezifizieren. Er soll am Wuzi-Tag des ersten Monats gestorben sein.[24]
- Ein anderes Mal deutete er die Zeichen als negativ. Es wird berichtet, dass acht Tage später große Wolken die Sonne verdeckten und ein Regenbogen im Gelben Fluss erschien.
- Wahrsagungen über Kriege und territoriale Verteidigung: Am Tag Guisi prophezeite Wu Ding im Gegensatz zu seinen Wahrsagern, dass feindliche Staaten Angriffe an seiner Grenze starten würden. Am Tag Dingyou soll schlechte Nachrichten aus dem Westen von einem beauftragten regionalen Herrscher, Guo, gekommen sein.[24] Der Herr berichtete, dass Tu Fang das Territorium angegriffen und zwei Städte zerstört hatte und ein anderer Stamm die westlichen Felder des Königreichs übernommen hatte. Dies ist jedoch etwas widersprüchlich, da Tu Fang seine Männer angeblich aus dem Osten mobilisierte, entgegen ihrer Lage nordwestlich von Yin.
- Eine Voraussage von Katastrophen ergab, dass einer von Wu Dings begleitenden Ministern während einer Jagdexpedition von seinem Streitwagen fallen würde. Das Unglück ereignete sich am Jiawu-Tag, als der König auf der Suche nach Nashörnern war. Zwei Personen, einer seiner Xiaochen (kleiner Minister) und sein Kind fielen von ihren Streitwagen.

Die königliche Familie von Wu Ding spielte, wie erwartet, auch eine bedeutende Rolle in religiösen Praktiken. Sie scheinen autorisiert gewesen zu sein, priesterliche Macht eigenständig auszuüben. Einige von Assistenten gefertigte Orakeltexte wurden möglicherweise im Auftrag der Prinzen angefertigt. Ein Großteil (70 %) der Orakelinschriften stammt aus der Zeit von Wu Dings Herrschaft, was auf seine starke Fokussierung auf religiöse Angelegenheiten hinweist.

### Klassische Aufzeichnungen des ersten Kanzlers Gan Pan
Man geht davon aus, dass der König zwei Personen zu Verwaltungskanzlern ernannt hat. In verschiedenen Texten wird berichtet, dass Wu Ding nach seiner Krönung seinen ehemaligen Mentor, Gan Pan (甘盘), zum Hauptminister an seinem Hof machte. Gan war sowohl für die Organisation der militärischen Formationen des Reiches verantwortlich als auch als Ratgeber des neuen Herrschers tätig. In seinem Werk "Shangshu Zhengyi" hebt Kong Anguo Gan Pan als vorbildlichen Minister hervor, der mit Yi Yin vergleichbar sei. Das "Buch der Dokumente" zieht in seinem Kapitel über den Herzog von Shao, der rund 250 Jahre nach Gan Pan als einer der drei Regenten unter König Cheng von Zhou agieren sollte, eine ähnliche Parallele. In diesem Text lobt der Herzog von Zhou verdienstvolle Beamte der Shang-Dynastie, die als Musterbeispiele loyaler und kompetenter Minister gelten sollten:
Der Herzog sprach: "Prinz Shih (also der Herzog von Shao), es wurde mir zugetragen, dass, als Tang der Erfolgreiche die Herrschaft übernahm, Yi Yin an seiner Seite war, dessen Tugendhaftigkeit der des großen Himmels gleichkam; und dass Tai Jia ebenfalls Yi Yin zur Seite hatte" […] "durch den seine Tugend Gottes Wirken beeinflusste, sowie Wuxian, der das königliche Haus ordnete" […] "und dass Wu-Ting Kan Pan (Gan Pan) hatte. Diese Minister verwirklichten ihre Grundsätze und stellten ihre Verdienste zur Schau, sie erhielten und ordneten die Dynastie Yin, so dass ihre Herrschaft, solange ihre Zeremonien Bestand hatten, (diese Souveräne), wenn sie verstorben waren, dem Himmel beiwohnten, und ihre Ära viele Jahre währte.

— Buch der Urkunden, V.16, übersetzt ins Englische von James Legge

### Der zweite Oberminister Fu Yue

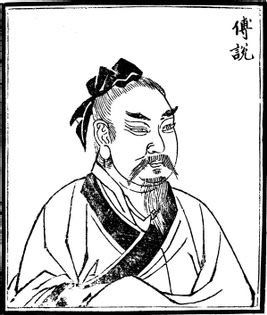
Fu Yue, der zweite Kanzler von Wu Ding. Er wird auch als Hou Que gehalten, dessen Name in Orakelknochen erwähnt wird.

Nach Kong Anguos Überlieferung verstarb Gan Pan kurz nachdem Wu Ding den Thron bestiegen hatte. Seine Nachfolge als Kanzler trat Fu Yue (傅說), auch bekannt als Fu Shuo, an. Sowohl die Aufzeichnungen des Großen Historikers als auch das Shangshu berichten von Wu Dings Begegnung mit Fu Yue. Laut diesen Quellen wurde Wu Ding im Traum vom Himmel offenbart, dass ein Mann namens "Yue" ihm bei der Regierungsführung helfen würde. Nach dem Erwachen fragte er seinen Hofstaat, doch niemand kannte diesen Mann. Daraufhin zeichnete Wu Ding ein Bild des Mannes aus seiner Erinnerung und schickte seine Truppen aus, um ihn zu suchen. Yue wurde als Arbeiter an einer Verteidigungsanlage gefunden, und sein Aussehen stimmte genau mit Wu Dings Vorstellung überein. Aufgrund von Yues Intelligenz und Gelehrsamkeit ernannte Wu Ding ihn zu seinem Kanzler und gab ihm den Nachnamen "Fu" (bedeutet "Lehrer"), nach dem Ort, an dem er arbeitete. Das Buch der Urkunden enthält ein Kapitel über ein Gespräch zwischen Fu Yue und dem Monarchen zu Staatsangelegenheiten. Es geht darin um Wu Dings Bedenken, wie er das Königreich effektiv regieren könne, wobei er die Herrscher Yao und Shun als Vorbilder nahm. Wu Ding äußerte den Wunsch, ein gerechter Herrscher zu sein und verglich Fu Yue mit Yi Yin, indem er ihn als denjenigen bezeichnete, der aus ihm einen weiteren Tang machen könnte. Fu Yue gab daraufhin eine Unterweisung über die Tugenden eines guten Monarchen und versprach, den König beim Aufbau seines persönlichen Ansehens zu unterstützen.
Es gilt als wahrscheinlich, dass Fu Yue eine historische Persönlichkeit war. Auf Grundlage der Informationen aus Orakelknochen haben Historiker eine Liste von zehn Hofbeamten aus der Zeit von Wu Dings Herrschaft zusammengestellt: Gan Pan, Hou Que, Wangcheng, Jun He, Jichen, Jian, Qin Dian, Xi Li Zhi, Cang Hou Hu, Hou Gao. Es besteht die Vermutung, dass Fu Yue mit Hou Que identisch sein könnte, da mehrere Orakelknochen Hou Que bei Tätigkeiten beschreiben, die den von Fu Yue sehr ähneln, wie sie in den Tsinghua-Bambusstreifen und anderen Texten erwähnt werden. Hou Que hatte, ähnlich wie der in den Überlieferungen idealisierte Fu Yue, eine bedeutende Rolle unter Wu Dings Beratern. (Allerdings ist diese Liste umstritten, da noch wesentliche Informationen über viele der zehn genannten Personen fehlen.)

### Regionale Herrscher
Mit Wu Dings bedeutenden Erfolgen in seinen Expansionsbestrebungen dehnte sich seine Herrschaft über ein viel größeres Gebiet aus als das seiner Ahnen. Die Kontrolle des Königs über die entfernteren Gebiete von Yin war jedoch eher nomineller Natur. Von seinem Sitz in dem heutigen Anyang aus war der Monarch nicht in der Lage, die am meisten gefährdeten Teile seines Staates zu schützen. Die primitiven Transportwege stellten ebenfalls ein Hindernis für seine Fähigkeit dar, schnell auf dringende Ereignisse in abgelegenen Gebieten zu reagieren. Das führte dazu, dass er sich darauf verlassen musste, Macht mit anderen zu teilen. Er unterteilte sein Reich in Gebiete, die als autonome Landstriche fungierten. Anders als die zentrale Regierung, die nur aus einer begrenzten Anzahl von Personen bestand, die sich um die Hof- und Militärangelegenheiten kümmerten, wurde die regionale Verwaltung von zahlreichen lokalen Herrschern mit unterschiedlichem Hintergrund ausgeführt. Diese erhielten eigene Ländereien und waren verpflichtet, Tribut, Ernteanteile und militärische Unterstützung an den Shang-Monarchen zu leisten, eine Praxis, die später von dynastischen Regimen übernommen wurde. Treue Herrscher wurden als vertrauenswürdige Verbündete der Zentralregierung anerkannt und mit Adelstiteln geehrt. Ein namhafter Herrscher war Guo von Zhi, der in zeitgenössischen Schriften mehrfach erwähnt wird; er war anscheinend ein Verbündeter und ein führender Fürst in Wu Dings entlegenen Gebieten. In zwei Inschriften wird berichtet, dass Guo von Zhi seine lokalen Streitkräfte in die zentrale Armee eingliederte, die zu jener Zeit von Wu Ding für den Kampf mobilisiert wurde.

## Militärkampagnen

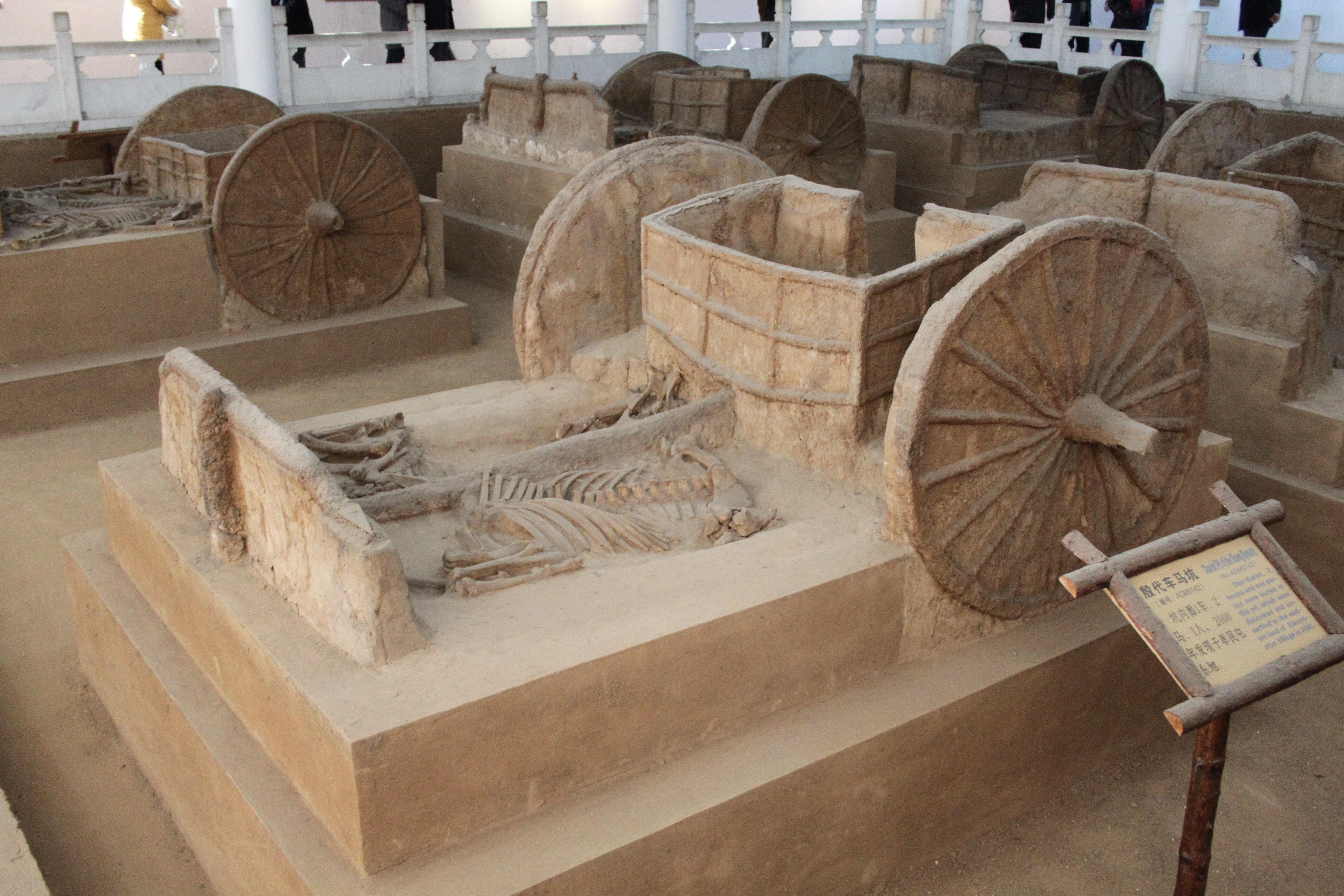
Der Shang-Streitwagen in Yinxu.

### Militärstruktur und -ausrüstung
Obwohl detaillierte Informationen über die militärischen Strukturen während der Herrschaft des Königs begrenzt sind, spielten seine Armeen eine wesentliche Rolle in der Kriegsführung und der Verteidigung des Reiches. Die Zentralregierung verfügte über drei Hauptregimenter: zhongshi (中師), zuoshi (左師) und youshi (右師), die sowohl zur Verteidigung des königlichen Territoriums als auch zur Sicherung neu eroberten Landes eingesetzt wurden. Zur Verteidigung der Grenzgebiete wurden die königlichen Truppen (wangshi 王師, woshi 我師) in entlegene Regionen entsendet und dort stationiert. Wu Dings Hof hatte zudem militärische Reserven für Notfälle, bekannt als "deng" (登) oder "zheng" (征) (Rekruten), die darauf vorbereitet waren, auf dringende Situationen wie feindliche Angriffe auf die Hauptstadt zu reagieren. Diese Rekrutierungen waren während der Shang-Dynastie jedoch eher selten, und es gibt nur wenige Aufzeichnungen darüber. Die königliche Streitkraft, die in die Tausende ging, wurde während königlicher Jagden militärisch trainiert. Königliche Diener konnten durch ihre Beteiligung an Schlachten in offizielle Positionen aufsteigen.
Die Streitkräfte der Shang-Dynastie nutzten eine umfangreiche Auswahl an Waffen und unterstützender Ausrüstung. Die Soldaten waren mit einer Vielfalt an Waffen ausgestattet, darunter sowohl aus Knochen gefertigte als auch bronzene Waffen wie máo (矛) Speere, yuè (鉞) Streitäxte, gē (戈) Dolchäxte und zusammengesetzte Bögen. Während Wu Dings Herrschaft wurden Bronzewaffen im gesamten Königreich verbreitet, sowohl in der Hauptstadt als auch in den Provinzen, während sie in früheren Zeiten weniger verbreitet waren. Die in den königlichen Gräbern der Shang gefundenen Waffen zeugen von einer fortgeschrittenen Bronze-Metallurgie, die die Waffen effektiver machte als in der Ära vorheriger Herrscher. Die Soldaten waren zudem mit Schutzausrüstungen wie Bronze- und Lederhelmen ausgerüstet. Die Verwendung von Streitwagen in Wu Dings Ära verlieh den Streitkräften einen taktischen Vorteil gegenüber anderen Stammesfürstentümern und Stämmen. Historischen Berichten zufolge wurde ein Streitwagen von mehreren Pferden gezogen und führte drei bewaffnete Personen mit sich, ausgestattet mit Schwertern, Hellebarden und Bögen.

### Große Erweiterungen

Ungefähre territoriale Ausdehnung des Shang-Königreichs. Dies stellt jedoch nicht die Grenze seiner Dominanz dar, da die angrenzenden Regionen abhängige Gebiete, Tributstaaten und Einflussbereiche umfassen. Das "wahre" unter Kontrolle der Dynastie stehende Gebiet war mehr als doppelt so groß.

Während der Herrschaft früherer Könige variierten die Beziehungen des Shang-Königreichs zu benachbarten Gebieten. Inschriften auf Orakelknochen aus der Zeit von Wu Ding dokumentieren eine Vielzahl instabiler Kontakte mit verschiedenen Stämmen und Häuptlingstümern, gemeinhin als fang (方) bezeichnet. Die Aufzeichnungen zeigen, dass die Shang-Dynastie Verbindungen zu Guifang (鬼方) unterhielt, einem nordwestlich von Yin gelegenen Häuptlingstum, das oft als der Zentralregion gegenüber feindlich gesinnt interpretiert wurde. Den Bambusannalen zufolge entsandte Wu im zweiunddreißigsten Jahr seiner Herrschaft Truppen, um Guifang zu konfrontieren, und stationierte sein Heer bei Jing (荊). Nach drei Jahren der Kämpfe eroberte er das Gebiet, integrierte es in sein Königreich und machte Guifang zu Verbündeten in seinen Feldzügen gegen andere Feinde. Einige Mitglieder von Guifang übernahmen sogar Rollen als Helfer am Hof, indem sie sich an täglichen Hofangelegenheiten beteiligten. Krieger aus Guifang wurden auch für militärische Kampagnen gegen die Qiang Fang in das Shang-Heer eingegliedert.
Tu Fang, ein bedeutender Stamm, ist ebenfalls von großem Interesse für chinesische Forscher. Dieser Stamm war einflussreich, und seine Kriege sind in den Schriften der Shang-Dynastie dokumentiert. Letztendlich wurde Tu Fang jedoch besiegt und unterstand der Herrschaft von Wu Ding. Der König soll in ihrem Gebiet eine Stadt namens "Tang" errichtet und ihre Bevölkerung unterworfen haben. Die genauen Ursprünge von Tu Fang sind bisher unklar, doch gibt es mehrere Theorien dazu. Hu Houxuan vertrat die Ansicht, dass die Menschen von Tu Fang Nachfahren der Xia-Dynastie seien, die die Niederlage in der Schlacht von Mingtiao überlebten. Allerdings ist diese Theorie aufgrund der Unsicherheit über die tatsächliche Existenz der Xia-Dynastie fraglich. Guo Moruo hingegen vermutete, dass Tu Fang zu den Xianyun gehörte und daher möglicherweise Verbindungen zu Guifang hatte. Auch diese Annahme ist jedoch bislang nicht eindeutig bestätigt.
Im Osten, in den angrenzenden Gebieten, war der Staat Dapeng (大彭) seit dem frühen 14. Jahrhundert v. Chr. ein Vasall der Shang-Dynastie. Dapeng war ein bedeutendes autonomes Gebiet des Königreichs, östlich von Yin gelegen. Gemäß traditionellen Überlieferungen erhielt der erste Herrscher von Dapeng von den Ahnen Wu Dings den Titel eines Hou. Die Region wurde stark von der Religion der Shang beeinflusst, was durch archäologische Funde in Dapengs Hauptstadt belegt wird, wo viele Opfergaben an den Erdgott entdeckt wurden, eine Gottheit, die auch von den Shang verehrt wurde. Dapeng fungierte politisch als autonomer Staat innerhalb der Shang-Dynastie und als Handelspartner der zentralen Shang-Gebiete. In der Regierungszeit früherer Könige wird berichtet, dass Dapeng seine Beziehung zu den Shang durch gelegentliche Tributzahlungen aufrechterhielt. Jedoch zeigte Dapeng unter Wu Ding zunehmende Feindseligkeiten gegenüber der Shang-Oberhoheit. Im dreiundvierzigsten Jahr seiner Herrschaft (um 1200 v. Chr.) führte Wu Ding einen Krieg gegen Dapeng und integrierte das Gebiet in sein Reich. Sieben Jahre später unternahm sein Heer eine weitere Eroberung und eroberte Tunwei (豕韋).

### Beziehungen zum prädynastischen Zhou
In der Ära von Wu Ding waren die entfernten westlichen Gebiete (westlich der "fang"-Stämme) vom Ji-Clan besiedelt, dem Vorläufer der Zhou-Dynastie. Das Zentrum dieses Häuptlingstums befand sich seit Jahrtausenden in Bin (heute Xunyi Kreis), weit entfernt von Wu Dings Regierungssitz in Yin. Die Region war nicht vollständig unter der Oberhoheit der Shang, sondern unterhielt eher eine lockere Beziehung zu den Shang-Königen. Wu Dings Zeit zeichnete sich durch eine größere Anzahl an Inschriften über das prädynastische Zhou aus als spätere Epochen. In einem speziellen Text (um 1200 v. Chr.) wurde die politische Einheit als Zhou Fang (周方), nicht als Zhou, bezeichnet, was darauf hindeutet, dass sie mit anderen Grenzgebieten auf einer Stufe stand. Dies lässt darauf schließen, dass der Hof Wu Dings Zhou als fremdartig und gegnerisch betrachtete. Die Ji-Herrscher regierten über Gebiete, die eigentlich nicht zum Shang-Territorium gehörten, erhielten aber dennoch den adligen Titel Hou (Markgraf/Lord). Weitere Hinweise auf die Beziehungen zwischen Shang und Proto-Zhou finden sich in divinatorischen Texten über das Wohlergehen der Zhou-Soldaten und Anfragen bezüglich Zhou-Jagden. Wu Ding besuchte jedoch nie das Zhou-Gebiet für Besichtigungen oder Jagden. Er beauftragte auch nicht die Zhou-Bevölkerung, die Shang bei öffentlichen Bauvorhaben oder Kriegen zu unterstützen. Darüber hinaus stellte er trotz seiner Sorge um das Wohl der Zhou keine Fragen oder Wahrsagungen über den Erfolg ihrer Ernten.
Das prädynastische Zhou war nicht aktiv an den Expansionsbestrebungen von Wu Ding beteiligt und zeigte auch keinen offensichtlichen Unmut gegenüber dem Hof (Orakelknochen aus Wu Dings Zeit weisen keine Hinweise auf militärische Konflikte zwischen dem Häuptlingstum und seinem Hof auf). Erst nach 1200 v. Chr. begannen die Führer der Ji, ihre Beziehungen zu den letzten Königen der Shang-Dynastie intensiver zu gestalten. Ihr späterer Erfolg bei der Übernahme der Macht von den Shang könnte in ihrer Unabhängigkeit von der Dynastie begründet sein, die bereits während Wu Dings Herrschaft erkennbar wurde.

### Südliche Kriege
In den südlichen Kriegszügen führte Wu Ding einen Konflikt mit den Hufang (虎方), einem Stamm der Jingman, der sich zwischen dem Becken des Han-Flusses und dem Huai-Fluss befand. Während seiner Regentschaft erhielt der General und Beamte Wangcheng (望乘) den Befehl, eine Armee anzuführen, um gegen die Hufang vorzugehen. Diese Streitkräfte erreichten das Ufer des Jangtse, in der heutigen Gegend zwischen Suizhou und Jingshan in Hubei, und initiierten einen Angriff von Gui aus (heute Teil des Zigui County). Der Hufang-Stamm kapitulierte rasch vor Wangcheng, nachdem sie angegriffen wurden. Daraufhin wurde ihr Gebiet in das südliche Territorium der Shang-Dynastie eingegliedert.
In den Orakelknocheninschriften wird nur selten von einer südlichen Macht berichtet, die Wu Ding feindlich gegenüberstand. Er erweiterte seine Herrschaft weiter in den Süden als seine Vorfahren. Zahlreiche Stämme unterstellten sich der Herrschaft der Shang und unterstützten diese in ihren Kriegen im Nordwesten.
Rund fünfundsiebzig Prozent der menschlichen Opferfunde der Shang-Dynastie, die in Yinxu entdeckt wurden, datieren aus seiner Regierungszeit. Dies belegt seine bedeutenden militärischen Erfolge, denn die Menschenopfer der Shang bestanden hauptsächlich aus Kriegsgefangenen. Da in der Shang-Dynastie Sklaverei praktiziert wurde, wurden die gefangenen Völker, die nicht für Opferrituale hingerichtet wurden, zu harter Arbeit gezwungen. So mussten beispielsweise die Qiang-Sklaven Orakelknochen für die Wahrsager bei künftigen Zeremonien vorbereiten.

### Kriegsführung gegen andere Völker
Während der Shang-Dynastie bestanden Zivilisationen in Teilen von Sichuan, die weit entfernt von großen Shang-Städten wie Yin und Zhengzhou lagen. Historische Überlieferungen verweisen darauf, dass diese Region die Heimat der beiden Staaten Ba und Shu war. Ba, ein alter Stammesverband, dessen Geschichte bis in die Mitte des zweiten Jahrtausends v. Chr. zurückreicht, hatte um das 13. Jahrhundert v. Chr. Beziehungen zum Reich von Wu Ding, die allerdings größtenteils konfliktreich waren. Orakelknochen zeugen von der Aufteilung der Shang-Armee für Angriffe auf Ba. Diese Truppen, die bis zu dreizehntausend Mann umfassten, standen unter der Führung von Xi Li Zhi und Hou Gao, befehligt von Fu Hao. Eine der Auseinandersetzungen mit Ba war ein großangelegter Hinterhalt, der erste seiner Art in der chinesischen Geschichte. Trotzdem schien Ba von Wu Dings Kampagnen unbeeinflusst zu bleiben und bewahrte seine Unabhängigkeit auch nach den Kriegen (dass Ba während der Zhou-Dynastie als unabhängiger Staat existierte, zeigt, dass es nicht Teil des Shang-Reiches war).

## Wichtige Ereignisse

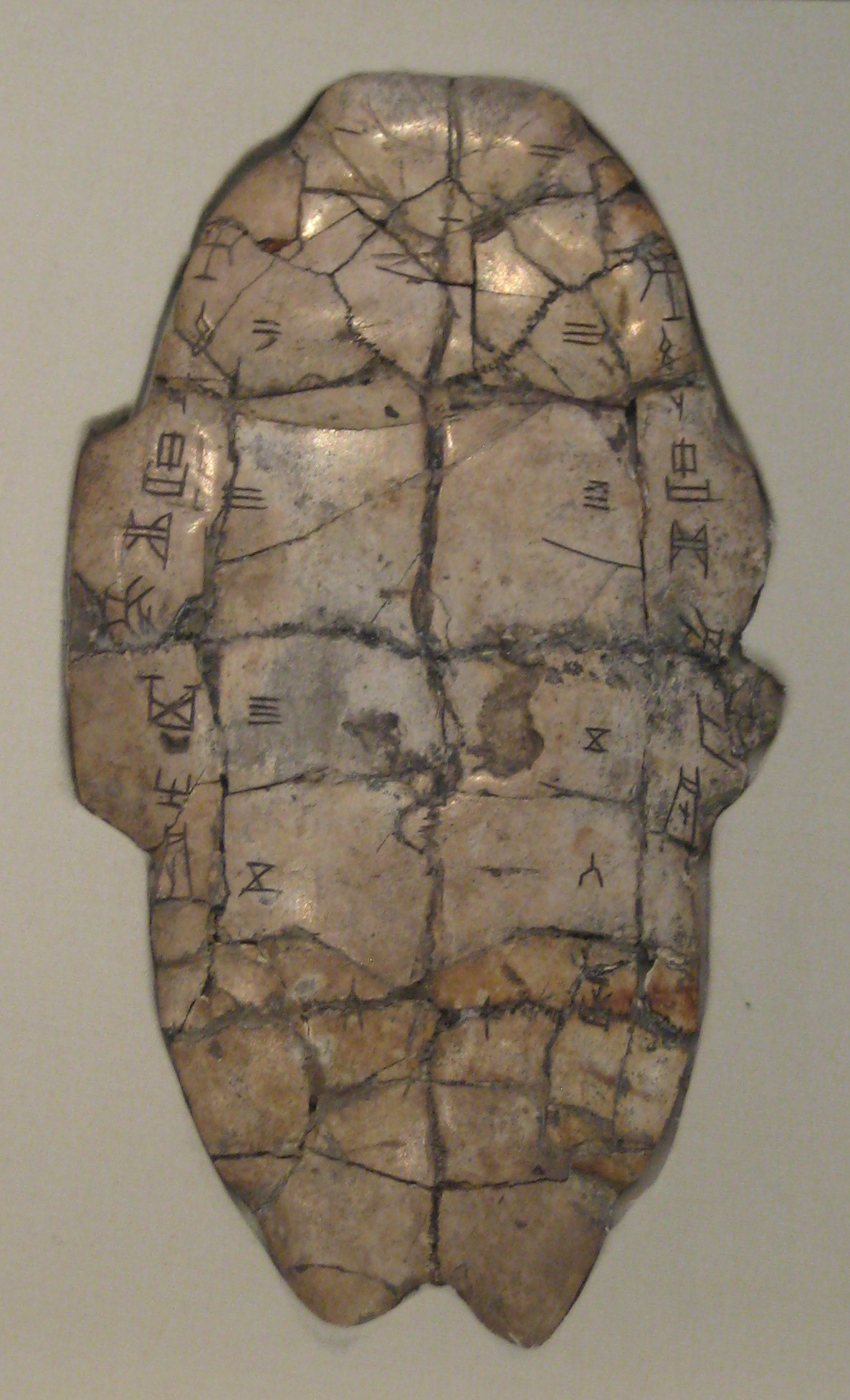
Schildkrötenpanzer mit Weissagungsinschrift aus der Regierungszeit von König Wu Ding

Die früheste bekannte Form der chinesischen Schrift, die Orakelknochenschrift (甲骨文; jiaguwen), die auf Schildkrötenpanzern und Ochsenschulterblättern entdeckt wurde, stammt aus den königlichen Gräbern in Yinxu. Wu Ding war der früheste bekannte Monarch in dieser Shang-Hauptstadt. Die Inschriften enthalten Wahrsagungsfragen zu Themen wie Krieg, Menschenopfer und Volkswirtschaft. Die Schriften weisen bereits nahezu alle Merkmale der modernen chinesischen Schrift auf, was auf eine längere Entwicklungsgeschichte schließen lässt. Eine weitere bedeutende Schriftform der Shang-Dynastie, die Bronzeschrift ("jinwen" 金文), wurde zeitgleich mit der Orakelknochenschrift eingeführt. Die Bronzeschrift der Shang wurde allerdings weniger umfangreich als die Orakelschrift verwendet, besonders während Wu Dings Herrschaft, als nur wenige Zeichen auf zeremonielle Gefäße gegossen wurden. Diese Inschriften enthalten häufig Informationen über die Familiennamen und persönlichen Namen der geehrten Personen.
Wu Dings Herrschaftszeit stellt den spätestmöglichen Zeitpunkt dar, zu dem Streitwagen in China eingeführt wurden. Diese wurden als hochentwickelte Technologie durch den Austausch mit nomadischen Völkern in Zentralasien und der nördlichen Steppe erworben, vermutlich mit einem Zweig der damaligen Proto-Indo-Europäer, und sowohl für königliche Jagden als auch für militärische Kommandoeinsätze genutzt. In zeitgenössischen Orakelknocheninschriften wird das Zeichen 車 als ein wagenähnliches, zweirädriges Fahrzeug mit einer Stange zur Anbringung von Pferden dargestellt. Zahlreiche Streitwagen der Shang wurden später zusammen mit Angehörigen der königlichen Familie in Grabstätten beigesetzt. Obwohl sie in taktischen Gefechten nur begrenzt eingesetzt wurden, blieben die Streitwagen während der gesamten Shang-Dynastie und in der frühen Zhou-Zeit weit verbreitet.
Die Anfänge der Astronomie in China reichen bis in die Zeit von Wu Ding zurück. Bereits seit dem 13. Jahrhundert v. Chr. wurden auf Orakelknochen in Anyang zahlreiche Sterne verzeichnet, die später systematisch kategorisiert wurden. In seiner Regierungszeit tauchte auch das System der "xiu" (宿, übersetzt "Großes Haus") auf, das in der antiken Astronomie eine wichtige Rolle spielte. Es wird angenommen, dass die ersten Beispiele für die Nutzung von Kalendern parallel zur Entwicklung der Astronomie aufkamen. Der Shang-Kalender, der zur Strukturierung der Tage diente, entstand mit dem Aufkommen der Schrift. Dieser Kalender teilte zehn Tage zu einer Woche ein, eine Praxis, die vom königlichen Hof genutzt wurde, um Opferrituale zu terminieren. Die Kalendernutzung erhielt später einen stärkeren religiösen oder magischen Schwerpunkt.
Die Entwicklung der Bronzetechnologie nahm während der späten Shang-Dynastie, beginnend mit der Herrschaft von Wu Ding, einen bedeutenden Wandel. Sowohl in Menge als auch in Qualität nahmen die Bronzeprodukte erheblich zu. Ihre hauptsächlichen Verwendungen lagen im militärischen Bereich und als Grabausstattungen; letzteres zeigt die parallele Entwicklung der Bronzebewaffnung und des soziopolitischen Wandels seit Wu Dings Ära. Die in Grabstätten entdeckten großen Mengen an Bronzewaffen zeugen vom Wohlstand und der opulenten Lebensweise des Adels. Im Kriegskontext führte die fortgeschrittene Bronzeverarbeitung zu einem klaren Vorteil für Wu Dings Truppen gegenüber ihren Gegnern und trug zur Ausdehnung seines Einflusses und Territoriums bei. Die in die Bronzeprodukte eingravierten Schriften gewähren zudem Einblicke in die Klasse der Handwerker, die für die Herstellung verantwortlich waren. Diese Bronzeschriften weisen darauf hin, dass die Handwerker bestimmte Privilegien genossen und einen klar abgegrenzten Berufsstand bildeten, der sich von der allgemeinen Bevölkerung unterschied.

## Frauen in der Regierung
Zur Zeit von Wu Dings Krönung hatten Frauen eine bedeutendere Rolle in der Ausübung von Amtsgewalt inne als in späteren Perioden der chinesischen Kultur. Dies lag vor allem daran, dass die Shang-Dynastie noch nicht von konfuzianischen Idealen beeinflusst war, die erst 700 Jahre nach Wu Ding aufkamen (obwohl die Nachfolgeregelungen der Shang, ähnlich dem Konfuzianismus, männlichen Nachkommen den Vorzug vor weiblichen gaben). Die einflussreichsten Frauen der Shang-Dynastie lebten in seiner Ära. Die meisten erlangten ihre Machtstellung durch die Heirat mit dem König. Wu Dings Ehefrauen waren aktiv an Kriegshandlungen und Wahrsagungen beteiligt, verehrten den himmlischen Vorfahren der Shang, Shangdi (上帝), und waren an der Führung der landwirtschaftlich basierten Ökonomie des Reiches beteiligt.

### Fu Hao
Fu Hao, die Königsgemahlin, ist in Orakelknocheninschriften als renommierte Militärkommandantin verzeichnet. Aufgrund ihrer Kriegskunst genoss sie das Vertrauen ihres Ehemanns und wurde zur Generalin ernannt. Sie leitete mehrere erfolgreiche Feldzüge gegen Gruppierungen im Westen des Shang-Gebiets. Unter ihrer Führung erreichte ihre Streitmacht zu ihrem Höhepunkt über 13.000 Soldaten, kommandiert von ihr und ihren untergeordneten Generälen. Ihre Truppen trugen maßgeblich zur Eroberung zahlreicher gegnerischer Stämme und zur Erweiterung des Shang-Territoriums bei.
Obwohl Fu Hao Truppen im Auftrag Wu Dings führte, hatte sie im Gegensatz zu einem Vasallen-Häuptling keine eigene Armee oder eine unabhängige Machtbasis. Trotzdem war sie Wu Dings bevorzugte Gemahlin und wurde unter seinen zahlreichen Ehefrauen am häufigsten erwähnt. Fu Haos militärische Aktionen wurden durch wahrsagerische Anfragen geleitet, die die Mobilisierung ihrer Armee bestimmten. Ein Orakelspruch besagt zum Beispiel: "Cheng hat geweissagt: 'Fu Hao soll Guo von Zhi folgen, um den Feind anzugreifen. Der König soll Zhonglu von Osten her angreifen, wo Fu Hao sein wird.'" Ein anderer Text besagt: "Der König sollte Fu Hao nicht anweisen, Guo zu folgen, [denn] wir könnten möglicherweise nicht genügend Unterstützung erhalten."
Zusätzlich zu ihren militärischen Aufgaben übernahm die Königin auch eine wichtige religiöse Funktion als Priesterin. Sie war an Zeremonien, Opferhandlungen und Wahrsagungen zusammen mit Wu Dings Wahrsagern beteiligt. Ihre Rolle erstreckte sich auch auf Menschenopfer, wobei die Geopferten häufig Kriegsgefangene aus ihren nachkriegszeitlichen Auseinandersetzungen waren. Auf einigen Orakelknochen finden sich Darstellungen, die zeigen, wie sie die Exekution gefangener Feinde für Ahnenopfer leitete. Als Priesterin war sie eine der wenigen Frauen im Shang-China, die vollständig lesen und schreiben konnte. Viele Einträge auf Orakelknochen bezeichnen sie explizit als die Wahrsagerin.

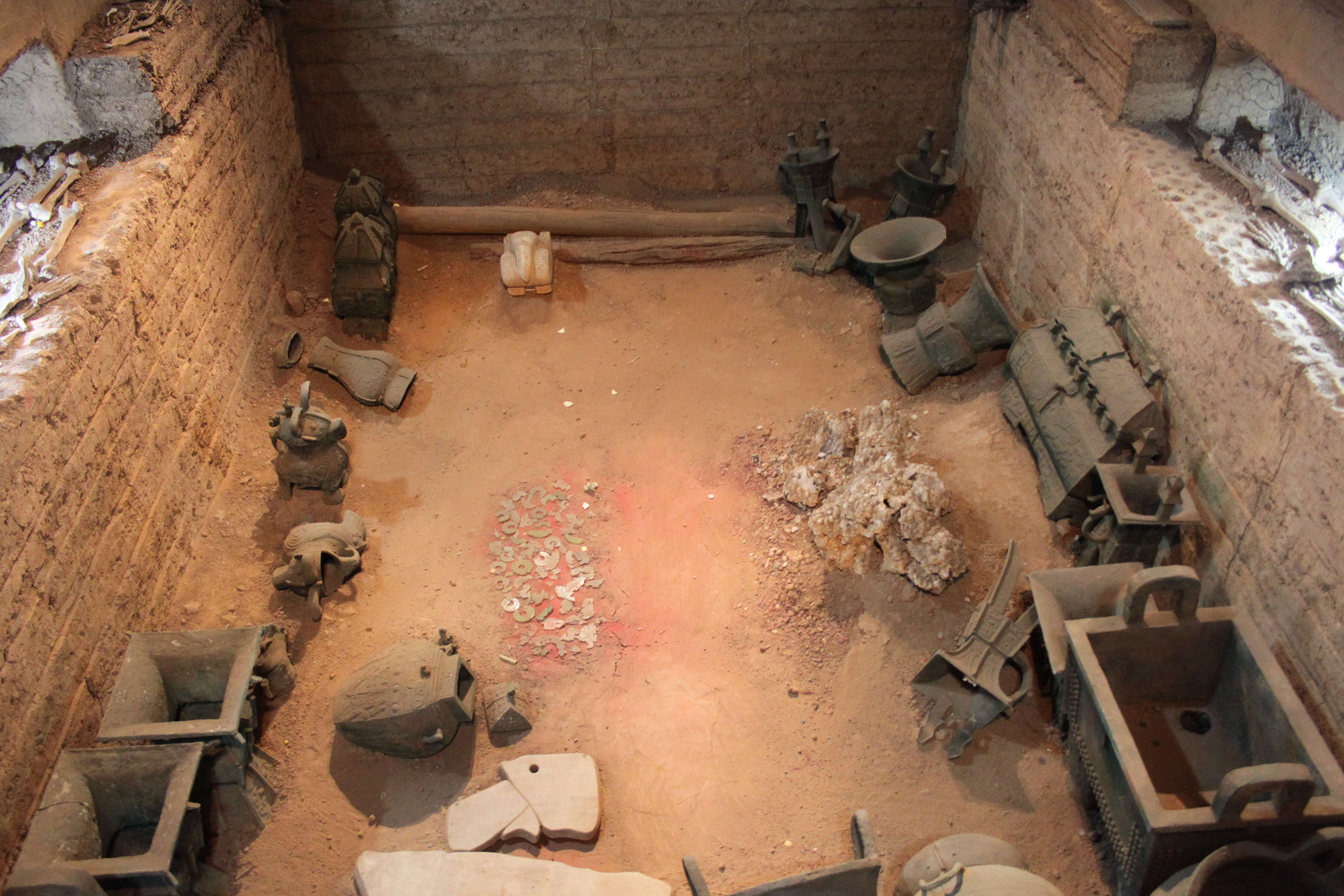
Die Grabkammer im Grab von Fu Hao, erbaut um 1200 v. Chr.

Als Fu Hao um das Jahr 1200 v. Chr. verstarb, errichtete Wu Ding zu ihren Ehren ein bedeutendes Grab, das Grab der Fu Hao, in Yin. In diesem Grab fanden Archäologen eine Fülle von Shang-Objekten, darunter Gefäße, Spiegel, bronzene Kunstgegenstände und Waffen – letztere wahrscheinlich als Anerkennung für ihre militärischen Leistungen – sowie die Überreste von sechzehn Menschen und sechs Hunden, die geopfert worden waren. Die Größe des Grabes, vergleichbar mit einem Raum, spiegelt die hohe Stellung der Königin wider und zeigt die besondere Zuneigung Wu Dings zu ihr. Es wird angenommen, dass Fu Haos Körper ursprünglich in einem lackierten Sarg bestattet wurde, der mittlerweile verfallen ist. Über dem Grab befand sich vermutlich einst ein Bauwerk für Gedenkzeremonien. Nach ihrem Tod wurde sie von späteren Königsgenerationen mit dem Tempelnamen Mu Xin (母辛) geehrt und später als Bi Xin (妣辛) bezeichnet. Sie gehörte zu den drei Ehefrauen Wu Dings, denen in späteren Shang-Ritualen geopfert wurde.

### Andere Frauen
Eine weitere Frau von Wu Ding, Fu Jing (in Orakelknochen als "Biwu" 妣戊 bezeichnet), hatte wahrscheinlich die Aufsicht über die landwirtschaftliche Produktion inne, da dies das Thema war, über das sie am häufigsten weissagte. Auch sie erhielt ein königliches Begräbnis in Yin und wurde in Grab 260 beigesetzt. Leider wurde festgestellt, dass das Grab von Grabräubern geplündert worden war. Belege aus den Orakelknochen zeigen, dass mindestens 60 Frauen (Ehefrauen von Wu Ding) Beiträge am Hof leisteten, hauptsächlich durch militärische Erfolge. Ihre Ehen schienen jedoch hauptsächlich politischen Zwecken gedient zu haben. Fu Jing und Fu Hao waren die aktivsten Frauen unter ihnen und wurden am häufigsten erwähnt. Wu Dings Tochter, Prinzessin Zi Tao (子妥), genoss ähnliche Privilegien. Ihr Vater verlieh ihr den Adelstitel, und sie fungierte als lokale Herrscherin ihres persönlichen Lehens, wobei sie regelmäßig Tribut an die Zentralregierung zahlte. Sie wurde auch zum Rang einer Ministerin, xiao chen (小臣) ("bescheidene Dienerin") befördert, was ihr die Teilnahme an Hofdiskussionen und politischen Aktivitäten ermöglichte. Ihre Beförderung ist zwar nicht im Detail dokumentiert, gilt jedoch als Beweis für die Anerkennung der Rolle der Frauen in der Shang-Gesellschaft.

## Familie
- Vater: Xiao Yi (小乙), persönlicher Name Zi Lian (子斂). Auf Orakelknochen als der 20. Shang-König aufgezeichnet. Nivison schlug vor, dass er am Xinwei, den 26. Januar 1263 v. Chr., den Thron bestieg.[51]
- Mutter: In Orakelknochenschriften wird der Name einer der Ehefrauen Xiao Yis als Hui Geng (妣庚) erwähnt: "小乙配妣庚" (Xiao Yi heiratete Hui Geng).[52] Sie könnte Wu Dings Mutter sein, muss aber nicht.

Onkel:
- Yang Jia (陽甲), persönlicher Name Zi He (子和). 17. Shang-König. Regierte ab Jiazi, dem 23. Januar 1298 v. Chr. laut Nivison.[51]
- Pan Geng (盤庚), persönlicher Name Zi Xun (子旬). 18. Shang-König. Regierte ab Gengyin, dem 17. Januar 1292 v. Chr.[51]
- Xiao Xin (小辛), persönlicher Name Zi Song (子頌). 19. Shang-König. Regierte ab Xinchou, dem 22. Januar 1268 v. Chr.[51]

Gemahlinnen:
- Fu Hao (婦好), gestorben um 1200 v. Chr., posthumer Tempelname Mu Xin (母辛). Eine der Hauptgemahlinnen, die als Königinnen bekannt sind.
- Fu Jing (婦妌), bekannt für die Überwachung des Hirseanbaus. Ebenfalls eine Königin wie Fu Hao.
- Fu Jie (婦嬕) oder Fu Gui (妣癸). Die dritte Hauptkönigin-Gemahlin.
- Es gab mehr als 60 weitere Gemahlinnen, von denen viele den Titel "Fu" (wörtlich "Priesterin", "Ehefrau") trugen. Einige davon sind in Orakelknochen aufgezeichnet, darunter Fu Bi (婦嫀), Fu Zhou (婦周), Fu Chu (婦楚), Fu Zhi (婦蛭), Fu Qi (婦杞), Fu Zheng (婦妊), Fu Pang (婦庞), Fu Tuo (婦妥).

Kinder:
- Zu Ji (祖己), persönlicher Name Zi Jie (子卩), anfänglich Kronprinz, starb jedoch jung.
- Zu Geng (祖庚), persönlicher Name Zi Yue (子曜), Sohn von Fu Gui. Als Kronprinz ernannt, erhielt offiziell den Titel "Xiaowang" (Erwartungskönig)[51] nach dem Tod von Zu Ji und wurde später der 22. Shang-König.
- Zu Jia (祖甲), persönlicher Name Zi Zai (子載). Folgte Zu Geng als 23. Shang-König nach.
- Xiao Chen Tao (小臣妥), persönlicher Name Zi Tao (子妥) (starb während der Regierungszeit von Geng Ding). Wu Dings Tochter.

Ein bedeutender Fund gut erhaltener Schildkrötenpanzer mit Inschriften wurde 1991 in Huayuanzhuang, außerhalb der Paläste von Yin, entdeckt. Der ursprüngliche Inhaber dieser Panzer scheint ein männlicher Verwandter von Wu Ding gewesen zu sein. Die Orakeltexte berichten, dass Wu Ding und Fu Hao den Prinzen regelmäßig besuchten, was auf eine enge Beziehung zum König selbst hinweist. Der Prinz war ebenfalls dazu befugt, Weissagungen durchzuführen: Verschiedene in den Panzern gefundene Texte beinhalten Prophezeiungen. Eine dieser Weissagungen dokumentiert seine Anfragen bezüglich der Entscheidungen der Zentralregierung: Am Tage Xinwei erkundigte sich der Prinz, ob Wu Ding beabsichtigte, Fu Hao für offensive Kampagnen auszusenden.

### Die Beisetzung der königlichen Verwandten von Wu Ding
Mit Ausnahme von Fu Hao wurden alle Mitglieder von Wu Dings Familie im königlichen Friedhof von Xibeigang bestattet. Die Hälfte seiner Verwandtschaft, darunter sein Vater und seine Söhne, fand ihre letzte Ruhestätte in der westlichen Zone von Xibeigang, während die Gräber seiner Onkel und Ehefrauen in der östlichen Zone angelegt wurden. Bekanntermaßen wurden diese beiden Zonen von Wu Ding selbst, dem ersten König der späten Shang-Dynastie und Familienoberhaupt, getrennt angelegt. Er etablierte die westliche Zone für die Bestattung seiner Nachfolger, abseits des Bereichs seiner Vorfahren. Rituale zu Ehren der vor Wu Ding regierenden Könige fanden in der Ostzone statt. Durch die Untersuchung der Gräber in beiden Bereichen konnten Archäologen spezielle Grabstätten identifizieren, die die Überreste der königlichen Familie beherbergen. Drei besonders hervorzuhebende Gräber, nummeriert als 1550, 1400 und 1004, stammen aus der späten Wu Ding-Zeit und sind die eindeutigsten identifizierten Gräber, deren Bestattete den Archäologen bekannt sind. Die Anordnung der Gräber zueinander deutet darauf hin, dass bei ihrer Planung und Errichtung besonderer Wert darauf gelegt wurde, verschiedenen Individuen Respekt zu erweisen.

## Tod und Thronfolge

### Ermittlung des Todesjahres
Wu Ding verstarb im 59. Jahr seiner Herrschaft, wie es alle verfügbaren, jedoch nicht zeitgenössischen Quellen bestätigen. Sein genaues Todesjahr bleibt unbekannt, und Schätzungen reichen von 1197 v. Chr. bis 1180 v. Chr. Das allgemein akzeptierte Jahr ist 1192 v. Chr., vorgeschlagen vom mittlerweile aufgelösten Xia-Shang-Zhou Chronologieprojekt. Verschiedene Methoden wurden angewandt, um sein exaktes Todesjahr zu bestimmen. Eine gängige Methode ist die Nutzung astronomischer Aufzeichnungen zur Datierung. Orakelknocheninschriften aus Wu Dings Zeit dokumentieren Mondfinsternisse, und jene zwischen 1199 v. Chr. und 1180 v. Chr. werden oft mit seinem Tod in Verbindung gebracht. Diese astronomischen Ereignisse wurden häufig mit dem Schicksal des Shang-Königs verknüpft; so wurde Wu Ding während der Finsternisserie in den Orakelknochen als gesundheitlich geschwächt beschrieben. David Keightley analysierte vier Orakelknochen, die Finsternisse verzeichnen, und schlug verschiedene Todesjahre vor. David Nivison nutzte Keightleys Ergebnisse, um das Todesjahr 1180 v. Chr. auszuschließen, und argumentierte, dass dieses Jahr sich tatsächlich auf eine Finsternis im Jahr 1201 v. Chr. bezieht. Er kam zu dem Schluss, dass Wu Ding im Jahr 1189 v. Chr. starb, während der letzten Finsternis in diesem korrigierten Zeitraum. Diese Schlussfolgerung basiert darauf, dass Wu Dings drei Jahre der kindlichen Trauerzeit als getrennt von seiner 59-jährigen Regentschaft betrachtet werden, ein Faktor, der in der Schätzung für 1192 v. Chr. nicht berücksichtigt wurde.

### Beisetzung
Der genaue Bestattungsort des Königs bleibt unsicher, doch gilt Grabstätte 1400 in der Ostzone von Xibeigang als sein sehr wahrscheinliches Grab. Ein klares Indiz hierfür ist seine Lage: Es wurde nahe dem Grab seiner Gemahlin Fu Jing errichtet. Die architektonische Gestaltung von Wu Dings Grabmal wurde später zum Sinnbild für Ruhm und Machthöhepunkt. Gegen Ende des 12. Jahrhunderts v. Chr. begannen seine Nachfahren, ihre eigenen Gräber nach dem Vorbild seines Grabes gestalten zu lassen. Ein markantes Beispiel ist Wen Wu Ding, ein Nachfahre Wu Dings in der fünften Generation und ein Bewunderer von ihm, der seinen eigenen Regierungsnamen in Anlehnung an Wu Ding wählte. Diese Handlungen fanden statt, als die Shang-Dynastie deutlichen Niedergang erlebte; sie wurden daher als Bemühungen gedeutet, die Macht durch eine symbolische Verbindung zu den vorbildlichsten Ahnen wiederherzustellen.

### Ehrung und Thronfolgeproblematik
In der späteren Überlieferung als einer der größten Könige der Shang-Dynastie gepriesen, wurde Wu Ding gemäß dem Sexagenärzyklus benannt. Um der religiösen Tradition zu entsprechen, königliche Ahnen am Tag ihres Namens zu ehren, wurde Wu Ding von späteren Königen am "Ding-Tag" geehrt. Er erhielt posthum den Tempelnamen "Gaozong" und wurde als "Xiangwang" betitelt. Nach seinem Ableben wurde Wu Ding mit einem königlichen Begräbnis geehrt und im Shang-Friedhof beigesetzt. Als vergöttlichte Figur im Shang-Pantheon wurde er von nachfolgenden Generationen als "Großvater Ding" und "Ahne Ding" verehrt und erhielt zahlreiche Opfer.
Die Thronfolgeregelung änderte sich nach Wu Dings Tod. Seine Nachfolger waren seine Söhne, wobei drei von ihnen dokumentiert sind. Nach seinem Tod übernahm sein Sohn Zi Yue (子曜) den Thron als Shang-König, bekannt unter dem Regierungsnamen Zu Geng (祖庚). Laut Nivison trat Zu Geng 1188 v. Chr. die Nachfolge Wu Dings an. Die Bambusannalen legen Zu Gengs Thronbesteigung auf den Beginn des Jahres Renshen fest, vermutlich im Januar oder Februar 1188 v. Chr. Das Jahr begann mit einem Ding-Tag, und gemäß Shang-Tradition konnte Zu Geng nicht den Regierungsnamen seines Vaters annehmen. Stattdessen wählte er Geng, den ersten Tag des ersten Jahres nach seiner Trauerzeit im Jahr 1185 v. Chr.